# San Ruffino (Scandiano)
San Ruffino è una frazione del comune di Scandiano, in provincia di Reggio nell'Emilia.

## Geografia fisica
La frazione di San Ruffino è situata nella parte sud-orientale del territorio comunale di Scandiano, nella pianura padana, quasi al confine con il comune di Casalgrande. Il paese si trova a sud del capoluogo di comune, dal quale dista circa 3 km, e confina con le limitrofe frazioni di Ventoso ad ovest e di Chiozza a nord. San Ruffino dista inoltre circa 18 km da Reggio nell'Emilia.
Posto in un'area pianeggiante, l'unica altura presente è il piccolo monte della Valle (204 m s.l.m.), che si erge a sud-est del borgo oltre il rio Riazzone, corso d'acqua che segna il confine tra i comuni di Casalgrande e Scandiano. Altri corsi d'acqua che interessano il territorio della frazione sono il rio del Brolo e il rio Braglia. Tra San Ruffino e Ventoso si sviluppano inoltre le prime propaggini collinari del Monte Evangelo (427 m), la cui vetta è però posta nel comune di Castellarano, dove è situato il castello medievale della Torricella.

## Storia
Il borgo di San Ruffino ha origini alto-medievali, essendo citato nel 994 dove è ricordata la presenza dell'omonima chiesa. Tra il 1609 e il 1630 viene istituito in paese il "Peculio dei grani di San Ruffino", uno dei tre monti di pietà frumentari di Scandiano (gli altri sono quelli del capoluogo e di Arceto) per prestare grano ai poveri.

## Monumenti e luoghi d'interesse

### Architetture religiose
La chiesa parrocchiale della frazione è intitolata a san Ruffino vescovo e martire ed è situata al centro del paese, in via Larga. Una prima menzione dell'edificio di culto si ha in un documento del 944 dove si ricorda la presenza di una «ecclesiam san Rufini positiam in loco Ventuso», che testimonia la dipendenza della stessa in epoca alto-medievale dalla parrocchia di Ventoso. Nel 1378 viene effettuata un'opera di ristrutturazione della chiesa, ma la torre campanaria con cella a bifore sarà realizzata solamente nel 1688. Tra il 1695 e il 1697 la chiesa di San Ruffino viene riedificata, mentre la canonica, caratterizzata da un doppio loggiato a tre luci, è costruita nel 1879. La chiesa presenta una semplice facciata tripartita con interno ad una sola navata. La giurisdizione della parrocchia di San Ruffino si estende su un territorio che conta 523 abitanti.
Il paese è dotato di un proprio cimitero.

## Società
San Ruffino è sede della Residenza della salute mentale di Scandiano "Villa Valentini", struttura dipendente dal Centro di salute mentale del distretto di Scandiano. Si tratta di una struttura psichiatrica che svolge attività di cura a carattere terapeutico-riabilitativo.

## Economia
A San Ruffino sono situate delle cantine che producono il vino DOC Colli di Scandiano e di Canossa Lambrusco Grasparossa, che porta il nome del paese.